# Fantastic Beasts & Where to Find Them
Fantastic Beasts & Where to Find Them er en bog skrevet af den engelske forfatter J.K. Rowling i 2001, for at bidrage til Comic Relief, som er en velgørende organisation, der hjælper verdens fattigste. Over 80% af overskuddet fra hver bog, går direkte til fattige børn rundt omkring i verden. Ifølge Comic Relief, har salget fra denne bog og den tilsvarende Quidditch Through the Ages rejst 15,7 millioner pund, svarende til godt og vel 150 millioner danske kroner.
I et interview med forlaget Scholastic i 2004, fortalte Rowling, at hun valgte at skrive om magiske væsener, fordi det var et sjovt emne, som hun i forvejen havde udviklet meget information om.
I 2013 blev det offentliggjort, at bogen filmatiseres. Filmen fik dansk premiere den 17. november 2016 med titlen Fantastic Beasts and Where to Find Them.